# Танки-Нову
Танки-Нову (порт. Tanque Novo) — муниципалитет в Бразилии, входит в штат Баия. Составная часть мезорегиона Юго-центральная часть штата Баия. Входит в экономико-статистический микрорегион Бокира. Население составляет 17 100 человек на 2006 год. Занимает площадь 825,943 км². Плотность населения — 20,7 чел./км².
Праздник города — 25 февраля.

## История
Город основан в 1985 году.

## Статистика
- Валовой внутренний продукт на 2003 год составляет 34 609 241,00 реалов (данные: Бразильский институт географии и статистики).
- Валовой внутренний продукт на душу населения на 2003 год составляет 2148,04 реалов (данные: Бразильский институт географии и статистики).
- Индекс развития человеческого потенциала на 2000 год составляет 0,613 (данные: Программа развития ООН).

## География
Климат местности: субтропический гумидный или сухой.